# Tilbage til virkeligheden
Tilbage til virkeligheden (eng. org. titel Flight of the Navigator) er en amerikansk/norsk science fiction film fra 1986, instrueret af Randal Kleiser og skrevet af Mark H. Baker og Michael Burton, med Joey Cramer i hovedrollen. Hovedpersonen, 12-årige David, er bortført af en UFO til en helt anden verden. Mens handling dybest set foregår i 1978, David taget otte år ind i fremtiden for et rumskib med fremmede væsener. Filmen blev delvist indspillet i Fort Lauderdale i Florida.